# Поздєєв Олександр Сергійович
Олекса́ндр Сергі́йович Поздєєв (14 червня 1986, Київ) — український футболіст, який грав на посаді півзахисника. Закінчив кар'єру через травму посеред сезону 2019/20, після чого став тренером. Найбільш відомий співпрацею із ковалівським «Колосом». Разом із цією командою як гравець пройшов шлях з чемпіонату Київської області до Прем'єр-ліги України, а по завершенні кар'єри працював головним тренером юнацької та першої команди клубу.

## Життєпис
Олександр Поздєєв народився 14 червня 1986 року. Футболом почав займатися з 5 років, вперше до футбольної секції його привів дідусь. Перший професіональний контракт підписав 2003 року з київським «Арсеналом», але в головній команді київських канонірів так і не зіграв жодного матчу. За період свого перебування в київському клубі (до 2006 року) зіграв 19 матчів за «Арсенал» в першості дублерів. Проте дебютував у дорослому футболі 26 липня 2003 року в виїзному матчі 1-го туру чемпіонату України серед клубів групи В другої ліги між чернігівською «Десною» та «Арсеналом-2» (Київ). Матч завершився перемогою чернігівської команди з рахунком 3:1. Олександр вийшов на поле на 86-й хвилині замість Ярослава Карабкіна. Перший м'яч у професіональній кар'єрі забив 28 березня 2003 року в виїзному матчі 9-го туру групи В другої ліги чемпіонату України між дніпропетровським «Дніпром-2» та «Арсеналом-2» (Київ). Матч завершився перемогою київських канонірів з рахунком 3:1. Олександр вийшов на поле в стартовому складі, на 23-й хвилині матчу відзначився голом, а на 90-й хвилині його замінив Артем Корнійчук. Другу частину сезону 2003/04 років на правах оренди провів у складі кіровоградської «Зірки», в складі якого зіграв 7 матчів. Дебютував у складі кіровоградського клубу 5 вересня 2004 року в домашньому матчі 5-го туру групи Б другої ліги чемпіонату України проти нікопольського «Електрометалурга-НЗФ». Кіровоградська команда здобула перемогу з рахунком 2:0. Поздеєв вийшов на поле на 63-й хвилині замість Ігора Панчука, а на 66-й хвилині матчу отримав жовту картку. По завершення терміну дії орендної угоди повернувся до Києва, але в складі «Арсеналу» та «Арсеналу-2» так і не зіграв більше жодного поєдинку. Загалом у 2003 році за «Арсенал-2» провів 23 матчі та відзначився 4-ма голами.
У 2007 році виступав у клубу «Єдність» (Плиски), в складі якої в чемпіонатах України зіграв 24 матчі та забив 5 м'ячів, ще 2 матчі (1 гол) за плисківську команду провів у кубку України. Другу частину сезону 2007/08 років провів у першоліговому ФСК «Прикарпаття», в складі якого провів 16 матчів. Першу частину сезону 2008/09 років провів у складі броварського «Нафкому», в складі якого в другій лізі провів 20 матчів (4 голи). Другу частину цього сезону провів у складі столичного ЦСКА, в складі якого в чемпіонатах України провів 12 матчів та забив 2 м'ячі, ще 1 поєдинок у футболці столичних канонірів провів у кубку України. У 2009 році захищав кольори рівненського «Вересу», в складі якого провів 8 матчів.
У 2010 році перейшов у закордонний клуб — узбецький «Алмалик», за який виступав протягом року. Після повернення в Україну грав на аматорському рівні.
З 2012 року став захищати кольори аматорського клубу «Колос» (Ковалівка), з яким виграв усі можливі трофеї у Київській області. Разом із «Колосом» він пройшов шлях від чемпіонату області до Прем'єр-ліги України, де до цього ніколи не грав. Поздєєв найбільшу кількість матчів за «Колос» провів у Першій лізі — 97 (14 забитих м'ячів). В результаті Поздєєв увійшов до трійки найкращих бомбардирів в історії команди — 21 гол.. В УПЛ дебютував 31 серпня 2019 року у матчі проти «Дніпра-1», вивівши команду на поле з капітанською пов'язкою. Цей матч так і залишився єдиним для Олександра у вищому дивізіоні.

## Тренерська кар'єра
У тому ж році, у зв'язку з травмами, вирішив завершити ігрову кар'єру і став тренером юнацької команди «Колоса», а згодом став старшим тренером «Колосу» U-19, змінивши на цьому посту Владислава Савчука. «Колос» U-19 на чолі з Поздєєвим в сезоні 2020/21 посів 6 місце, набравши 39 очок.
28 квітня 2024 року став виконувачем обов'язків основної команди «Колоса» до кінця сезону. Дебютував на новій посаді 5 травня матчем проти «Динамо» (Київ), зазнавши розгромної поразки 0:5.

## Досягнення

### На професіональному рівні
- Друга ліга чемпіонату України
  -  Переможець (1): 2015-16
  -  Бронзовий призер (1): 2006/07 (Група А)

### На любительському рівні
- Чемпіонат України серед аматорів:
  -  Бронзовий призер (1): 2015

- Чемпіонат Київської області:
  -  Чемпіон (3): 2012, 2013, 2014

- Кубок Київської області:
  -  Володар (1): 2014

- Суперкубок Київської області:
  -  Володар (3): 2012, 2013, 2014

- Меморіал Олександра Щанова:
  -  Фіналіст (1): 2013

- Меморіал Олега Макарова:
  -  Володар (1): 2015